# 泰里讷
泰里讷（法語：Thérines，法語發音：[teʁin]）是法国瓦兹省的一个市镇，属于博韦区。

## 地理
泰里讷（49°36'10"N, 1°53'36"E）面积10.8 平方千米，位于法国上法蘭西大區瓦兹省，该省份为法国北部内陆省份，北起索姆省，西接厄尔省和滨海塞纳省，南至塞纳-马恩省和瓦兹河谷省，东临埃纳省。
与泰里讷接壤的市镇（或旧市镇、城区）包括：欧博、莫尔维莱尔、鲁瓦布瓦西、圣但尼库尔、圣莫尔。

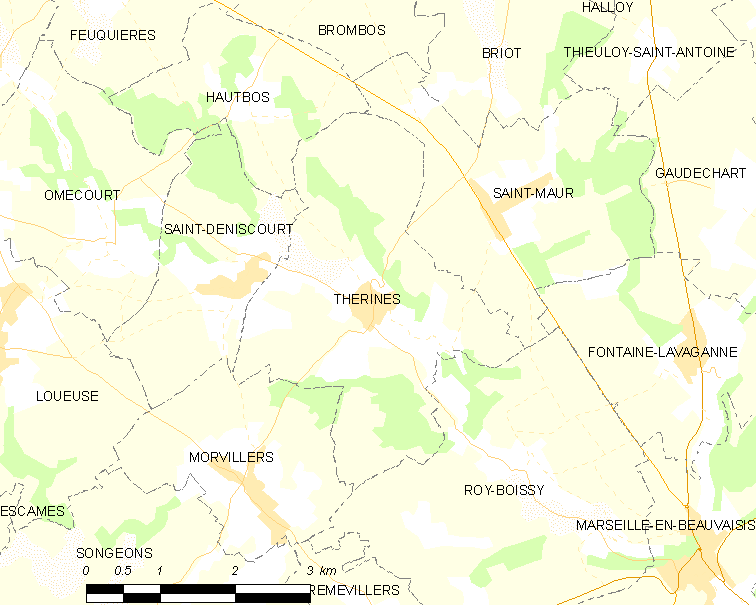
泰里讷的OSM定位图

泰里讷的时区为UTC+01:00、UTC+02:00（夏令时）。

## 行政
泰里讷的邮政编码为60380，INSEE市镇编码为60629。

## 政治
泰里讷所属的省级选区为格朗维利耶县。

## 人口

1962-2008年间泰里讷人口变化图示

泰里讷于2022年1月1日时的人口数量为195人。